# Brantleyville
Brantleyville – jednostka osadnicza w Stanach Zjednoczonych, w stanie Alabama, w hrabstwie Shelby.